# George Bonhag
George Valentine Bonhag (Boston, 31 de enero de 1882 - † Nueva York, 30 de octubre de 1960) fue un atleta estadounidense especializado en la marcha atlética. 
Ganó la medalla de oro en la especialidad de 1,5 kilómetros marcha en los Juegos Olímpicos de Atenas de 1906 y también participó de los juegos olímpicos de 1904, 1908 y 1912.
En estos mismos Juegos Olímpicos participó también en las pruebas de 1.500 m y 5 millas.
- El COI no ha reconocido oficialmente los resultados de estos Juegos Olímpicos, que recibieron el nombre de "Juegos Intercalados".
- La prueba de 1,5 kilómetros marcha no se ha realizado más en unos Juegos Olímpicos.